# Список самых высоких зданий Челябинска
Список самых высоких зданий Челябинска содержит упорядоченные по высоте самые высокие здания города Челябинска, Россия. Список возглавляет 23-этажный деловой центр «Челябинск-Сити» высотой 111 метров, построенный в 2007 году. Второй по высоте — 27-этажный деловой центр «Бовид» высотой 101 метр, построенный в 2014 году. Третий по высоте — 27-этажный жилой комплекс «Король Плаза» высотой 93 метра, построенный в 2018 году.
Самым высоким зданием с 1977 по 1995 год являлось здание компании «Челябгипромез». В 1995—2003 годах самыми высокими зданиями были 16-этажные типовые дома 97 серии, спроектированные архитекторами Гавловским и Талалаем, построенные в этот период в разных частях города. В 2003 году изначально семиэтажный главный корпус ЮУрГУ, построенный в 1957 году, надстроили до 18 этажей, что дало ему титул самого высокого здания в городе. В 2007 титул достался бизнес-центру «Челябинск-Сити», ставшему первым зданием в Челябинске высотой выше 100 метров. В XXI веке началось активное строительство высотных зданий. Все здания, представленные в списке, построены после 2003 года.
На данный момент в Челябинске насчитывается 49 зданий высотой от 70 метров, из которых 42 являются жилыми домами, 2 — бизнес-центрами, 1 — университетом. Строятся высотные жилые комплексы, такие, как «Западный луч», «Манхэттен», «Академ Сити». В стадии строительства находятся 8 зданий высотой от 70 метров.
Для жилых зданий, высота которых неизвестна, но известна этажность, общая высота вычисляется по формуле, рекомендуемой специалистами Совета по высотным зданиям и городской среде: для жилых зданий и отелей высота этажа принимается равной 3,1 м, для офисных — 3,9 м, для многофункциональных — 3,5 м. Соответственно, критерий включения в список для зданий с неизвестной высотой является следующим: 23 этажа для жилых зданий, 20 этажей для многофункциональных, 18 этажей для офисных.

## Построенные здания
В этом списке перечислены построенные и доведённые до высшей точки высотные здания Челябинска высотой не менее 70 метров.
| Место   | Название                           | Адрес                                                                               | Изображение | Высота, м | Этажность | Год постройки | Примечания                                                                                 |
| ------- | ---------------------------------- | ----------------------------------------------------------------------------------- | ----------- | --------- | --------- | ------------- | ------------------------------------------------------------------------------------------ |
| 1       | «Челябинск-Сити»                   | ул. Кирова, 159                                                                     |             | 111       | 23        | 2007          | Первое здание в Челябинске высотой выше 100 метров, высота без шпиля — 86 м.               |
| 2       | БЦ «Бовид»                         | пр. Ленина, 26а/2                                                                   |             | 100       | 27        | 2014          | [ 3 ] [ 18 ] [ 19 ] [ 20 ]                                                                 |
| 3       | ЖК Король Плаза                    | пр. Комсомольский, 80                                                               |             | 92,5      | 27        | 2018          | [ 4 ] [ 5 ] [ 6 ]                                                                          |
| 4 — 5   | ЖК «PARA» (2 дома)                 | пр. Краснопольский, 14 и 16                                                         |             | 89,1      | 26        | 2016          | [ 21 ] [ 22 ]                                                                              |
| 6       | Главный учебный корпус ЮУрГУ       | пр. Ленина, 76                                                                      |             | 86        | 18        | 2003          | Изначально здание построено семиэтажным в 1957 году, в 2003 году надстроенно до 18 этажей. |
| 7 — 12  | ЖК «Ариант»                        | ул. Воровского, 62                                                                  |             | 85,7      | 25        | 2013          | [ 23 ]                                                                                     |
| 7 — 12  | ЖК «Святогор II»                   | ул. Братьев Кашириных, 34а                                                          |             | 85,7      | 25        | 2008          | [ 24 ] [ 25 ]                                                                              |
| 7 — 12  | ЖК «Академ Сити» (3 дома)          | ул. Университетская Набережная, 46, 54 и 62                                         |             | 85,7      | 25        | 2017—2021     | [ 26 ] [ 27 ] [ 28 ]                                                                       |
| 7 — 12  | ЖК «Дом на Энтузиастов»            | ул. Энтузиастов, 30б                                                                |             | 85,7      | 25        | 2021          | [ 29 ]                                                                                     |
| 13 — 15 | ЖК «Западный луч» (3 дома)         | Ул. Труда, 158, 162 и 164/2                                                         |             | 85        | 25        | 2011—2017     | [ 30 ] [ 31 ] [ 32 ]                                                                       |
| 16 — 28 | ЖК «Манхэттен» (9 домов)           | Ул. Героя России Александра Яковлева, 1, 3, 5, 7, 9, 11, 13, 15 и 17                |             | 82,2      | 24        | 2013—2021     | [ 33 ] [ 34 ] [ 35 ] [ 36 ] [ 37 ] [ 38 ] [ 39 ] [ 40 ] [ 41 ]                             |
| 16 — 28 | ЖК «Академ Сити» (2 дома)          | ул. Университетская Набережная, 97 и ул. Чичерина, 47                               |             | 82,2      | 24        | 2020—2021     | [ 42 ] [ 43 ]                                                                              |
| 16 — 28 | ЖК «Лесопарковый» (1 дом, 2 башни) | Ул. Лесопарковая, 7г                                                                |             | 82,2      | 24        | 2021          | [ 44 ] [ 45 ]                                                                              |
| 16 — 28 | ЖК «Западный Луч» (1 дом)          | ул. Энгельса, 4                                                                     |             | 82,2      | 24        | 2021          | [ 46 ]                                                                                     |
| 29      | ЖК «Святогор I»                    | ул. Братьев Кашириных, 34                                                           |             | 82        | 24        | 2008          | [ 47 ] [ 48 ]                                                                              |
| 30 — 36 | ЖК «Башня Свободы» (2 башни)       | ул. Свободы, 77                                                                     |             | 78,8      | 23        | 2020          | [ 49 ] [ 50 ]                                                                              |
| 30 — 37 | ЖК «Ньютон» (6 домов)              | пр. Родионова, 4, 10 и 12 ул. Макеева 30 и 32                                       |             | 78,8      | 23        | 2019—2021     | [ 51 ] [ 52 ] [ 53 ] [ 54 ] [ 55 ] [ 56 ] [ 57 ] [ 58 ] [ 59 ] [ 60 ]                      |
| 38 — 40 | ЖК «Ярославский» (3 дома)          | ул. Толбухина, 3а, 5 ул. Ярославская, 13б                                           |             | 75,4      | 22        | 2017 — 2021   | [ 61 ] [ 62 ] [ 63 ]                                                                       |
| 41 — 42 | ЖК «Лесопарковый» (2 дома)         | Ул. Лесопарковая, 5 к1, 5 к2                                                        |             | 75        | 22        | 2013          | [ 64 ] [ 65 ]                                                                              |
| 43 — 44 | ЖК «Лесопарковый» (2 дома)         | ул. Тернопольская, 6                                                                |             | 74,4      | 24        | 2022          | [ 66 ] [ 67 ]                                                                              |
| 45 — 48 | ЖК «Академ Сити» (3 дома)          | ул. Молодогвардейцев, 76 ул. Наркома Малышева, 3 ул. Университетская Набережная, 52 |             | 71,9      | 21        | 2015—2017     | [ 68 ] [ 69 ] [ 70 ]                                                                       |
| 45 — 48 | ЖК «Лесопарковый» (1 дом)          | Ул. Лесопарковая, 7в                                                                |             | 71,9      | 21        | 2016          | [ 71 ]                                                                                     |
| 49      | ЖК «ALT»                           | Ул. Елькина, 91                                                                     |             | 71,3      | 23        | 2022          | [ 72 ]                                                                                     |

## Строящиеся здания
| Название                          | Изображение | Высота, м | Этажность | Год постройки | Примечания |
| --------------------------------- | ----------- | --------- | --------- | ------------- | --- |
| Конгресс-Холл                     |             | 174       | 30        | неизвестно    | Здание, строившееся к несостоявшимся саммитам ШОС и БРИКС 2020 года, было заморожено в 2019 году, на настоящий момент идёт переработка концепции здания. |
| ЖК «Алое Поле»                    |             | 99,2      | 32        | 2024          | [ 75 ] |
| ЖК «Западный луч» (четвёртый дом) |             | 85        | 25        | 2022—2023     | [ 76 ] [ 77 ] [ 78 ] [ 79 ] [ 80 ] |
| ЖК «Манхэттен» (1 дом)            |             | 82,25     | 24        | 2023          | [ 81 ] |
| ЖК «Ньютон» (1 дом)               |             | 78,8      | 23        | 2023          | [ 54 ] [ 82 ] [ 83 ] |
| ЖК «Академ Сити» (1 дом)          |             | 71,9      | 21        | заморожено    | [ 84 ] |

## Хронология высочайших зданий Челябинска
| Название                     | Изображение | Высота, м | Этажность | Период    | Примечания                 |
| ---------------------------- | ----------- | --------- | --------- | --------- | -------------------------- |
| Челябгипромез                |             | 56        | 15        | 1977—1995 | [ 7 ] [ 8 ]                |
| Типовые жилые дома 97 серии  |             | 57        | 16        | 1995—2003 | [ 9 ] [ 10 ] [ 11 ] [ 12 ] |
| Главный учебный корпус ЮУрГУ |             | 86        | 18        | 2003—2007 | [ 14 ] [ 15 ]              |
| «Челябинск-Сити»             |             | 111       | 23        | с 2007    | [ 1 ] [ 2 ]                |

## Комментарии
1. ↑  По данным Совета по высотным зданиям и городской среде высота составляет 99,5 метров. По данным владельца здания — компании «Бовид» и по публикациям в прессе — 100 метров. По данных Emporis — 92,5 метра.
2. ↑  По данным Emporis высота составляет 92,5 метра. По данным застройщика — 90 метров.